# Mehring (Bavière)
Pour les articles homonymes, voir Mehring.
Mehring est une commune de Bavière (Allemagne) de 2 238 habitants, située dans l'arrondissement d'Altötting, dans le district de Haute-Bavière.

## Quartiers
| - Badhöring - Brunn - Eschlberg - Gegend - Hintermehring - Hohenwart - Lengthal | - Lettenthal - Lindach - Mehring - Niederholz - Öd - Unghausen - Winklhardt |